# كايمان توغاشي
كايمان توغاشي (باليابانية: 富樫 敬真) (10 أغسطس 1993 في نيويورك في الولايات المتحدة – )؛ هو لاعب كرة قدم ياباني سابق كان يلعب كمهاجم.

## وصلات خارجية
- كايمان توغاشي على موقع رابطة كرة القدم اليابانية للمحترفين (اليابانية)
- كايمان توغاشي على موقع الدوري الأمريكي (الإنجليزية)
- كايمان توغاشي على موقع قاعدة بيانات كرة القدم.إي يو (الإنجليزية)
- كايمان توغاشي على موقع Soccerway.com (الإنجليزية)
- كايمان توغاشي على موقع عالم كرة القدم.نت (الإنجليزية)
- كايمان توغاشي على موقع كووورة